# Левейн, Крейг
Крейг Уи́льям Ле́вейн (англ. Craig William Levein; род. 22 октября 1964, Данфермлин, Файф) — шотландский футболист, тренер. Выступал на позиции защитника.
За свою 14-летнюю карьеру футболиста выступал за шотландские клубы «Кауденбит» и «Харт оф Мидлотиан». В составе национальной сборной Шотландии провёл 16 матчей. Участник мирового первенства 1990 года.
Тренерская карьера Левейна началась в 1997 году в его первом «игровом» клубе — «Кауденбите». Спустя три года Крейг стал наставником «Харт оф Мидлотиан» — другого коллектива, где являлся футболистом. Затем специалист тренировал такие клубы, как английский «Лестер Сити», шотландские «Рэйт Роверс» и «Данди Юнайтед».
С декабря 2009 года по ноябрь 2012 года Левейн являлся наставником национальной сборной Шотландии.

## Карьера игрока

### Клубная карьера
В юности Крейг получал образование в средней школе города Инверкитинг (англ. Inverkeithing High School), где и состоялись первые шаги Левейна в качестве футболиста. Партнёром Крейга по команде учебного заведения в это время был также будущий игрок национальной сборной Шотландии Гордон Дьюри.
На заре карьеры Левейн выступал за такие клубы, как «Дэлгети Бэй», «Ливен Ройалз» и «Инверкитинг». В возрасте 15 лет Крейг принял решение оставить футбол и сосредоточиться на учёбе. Через год Левейн вернулся на футбольное поле, подписав контракт юниора с командой «Лоучор Уэлфэйр».
В 1981 году Крейг начал профессиональную карьеру, заключив соглашение о сотрудничестве с командой Второго шотландского дивизиона — «Кауденбитом».
Левейн быстро завоевал место в основном составе «шахтёров» и своей не по годам зрелой и уверенной игрой привлёк внимание со стороны больших клубов Великобритании. В 1983 году Крейг перебрался в столицу Шотландии, Эдинбург, где стал игроком команды «Харт оф Мидлотиан». За этот трансфер «сердца» заплатили «Кауденбиту» 40 тысяч фунтов стерлингов.
В «Хартс» Левейн также сразу стал игроком первой команды. В 1985 и 1986 году талант и успешные выступления Крейга оценили коллеги-футболисты, которые два раза подряд признавали его по итогам сезона «Лучшим молодым игроком года». В том же 1986 году эдинбургцы были близки к оформлению первого в своей истории «золотого дубля», то есть побед в одном сезоне в двух главных соревнованиях страны — чемпионате и Кубке Шотландии. Во внутреннем первенстве «сердца» выдали фантастическую серию из 31 беспроигрышного матча и до последнего тура находились на первом месте в турнирной таблице в двухочковой досягаемости от ближайшего преследователя — «Селтика». В заключительной встрече чемпионата «Хартс» играли с «Мотеруэллом». До 80-й минуты матча счёт поединка был 1:0 в пользу эдинбургцев, однако в последние минуты игры два результативных удара нанёс форвард «сталеваров» Альберт Кидд. В итоге «Харт оф Мидлотиан» проиграл 1:2. Поражение оказалось роковым — «Селтик» победил в своём матче, тем самым догнав по очкам «сердца», а лучшая разница мячей «кельтов» позволила им праздновать чемпионство в сезоне 1985/86. В финале Кубка Шотландии команду Левейна также ждала неудача — в решающем поединке за трофей эдинбургцы уступили «Абердину», главным тренером которого был ещё не слишком известный Алекс Фергюсон, со счётом 0:3.
Следующий футбольный год стал для Крейга ещё менее удачным — в начале сезона в матче против «Хиберниана» он получил тяжелейшую травму колена, которая вывела его из строя более чем на год. В 1988 году в поединке с «Рейнджерс» Левейн усугубил своё повреждение и вновь оказался на год вне игры. В дальнейшем травма периодически давала о себе знать, поэтому в конечном итоге в 1995 году Крейг был вынужден досрочно завершить выступления.
Всего за 13 сезонов в «Харт оф Мидлотиан» Крейг провёл 398 игр, забил 17 голов.
Помимо лидерских качеств на поле Левейна отличали несдержанность и грубость, причём не только по отношению к соперникам, но и к своим одноклубникам. В одной из предсезонных игр эдинбургцев, в которой «сердца» встречались с «Рэйт Роверс», Крейгу не понравилась самоотдача партнёра Грэма Хогга. В завязавшейся перепалке, а вскоре и потасовке, Левейн сломал нос своему одноклубнику. За этот инцидент Крейг был дисквалифицирован Шотландской футбольной ассоциацией на 12 матчей.

#### Клубная статистика
| Клуб                         | Сезон                        | Чемпионат | Чемпионат | Кубок | Кубок | Кубок Лиги | Кубок Лиги | Еврокубки | Еврокубки | Итого | Итого |
| Клуб                         | Сезон                        | Игры      | Голы      | Игры  | Голы  | Игры       | Голы       | Игры      | Голы      | Игры  | Голы  |
| ---------------------------- | ---------------------------- | --------- | --------- | ----- | ----- | ---------- | ---------- | --------- | --------- | ----- | ----- |
| Кауденбит                    | 1981/82                      | —         | —         | —     | —     | —          | —          | —         | —         | —     | —     |
| Кауденбит                    | 1982/83                      | —         | —         | —     | —     | —          | —          | —         | —         | —     | —     |
| Всего за «Кауденбит»         | Всего за «Кауденбит»         | 60        | 0         | 0     | 0     | 0          | 0          | 0         | 0         | 60    | 0     |
| Харт оф Мидлотиан            | 1983/84                      | 19        | 0         | 2     | 0     | —          | —          | —         | —         | 21    | 0     |
| Харт оф Мидлотиан            | 1984/85                      | 36        | 1         | 4     | 0     | 5          | 1          | 2         | 0         | 47    | 2     |
| Харт оф Мидлотиан            | 1985/86                      | 33        | 2         | 5     | 0     | 3          | 0          | —         | —         | 41    | 2     |
| Харт оф Мидлотиан            | 1986/87                      | 12        | 0         | —     | —     | 1          | 0          | 2         | 0         | 15    | 0     |
| Харт оф Мидлотиан            | 1987/88                      | 21        | 0         | —     | —     | —          | —          | —         | —         | 21    | 0     |
| Харт оф Мидлотиан            | 1988/89                      | 9         | 0         | 2     | 0     | —          | —          | 2         | 0         | 13    | 0     |
| Харт оф Мидлотиан            | 1989/90                      | 35        | 0         | 3     | 0     | 3          | 0          | —         | —         | 41    | 0     |
| Харт оф Мидлотиан            | 1990/91                      | 33        | 4         | —     | —     | 3          | 0          | 4         | 0         | 40    | 4     |
| Харт оф Мидлотиан            | 1991/92                      | 36        | 2         | 4     | 0     | 3          | 0          | —         | —         | 43    | 2     |
| Харт оф Мидлотиан            | 1992/93                      | 37        | 3         | 3     | 0     | 3          | 0          | 3         | 1         | 46    | 4     |
| Харт оф Мидлотиан            | 1993/94                      | 30        | 3         | 3     | 0     | 2          | 0          | 2         | 0         | 37    | 3     |
| Харт оф Мидлотиан            | 1994/95                      | 24        | 0         | 4     | 0     | 2          | 0          | —         | —         | 30    | 0     |
| Харт оф Мидлотиан            | 1995/96                      | 1         | 0         | —     | —     | 2          | 0          | —         | —         | 3     | 0     |
| Всего за «Харт оф Мидлотиан» | Всего за «Харт оф Мидлотиан» | 326       | 15        | 30    | 0     | 27         | 1          | 15        | 1         | 398   | 17    |
| Всего за карьеру             | Всего за карьеру             | 386       | 15        | 30    | 0     | 27         | 1          | 15        | 1         | 458   | 17    |

### Сборная Шотландии
Дебют Крейга в составе национальной сборной Шотландии состоялся 28 марта 1990 года, когда «горцы» в товарищеском поединке встречались с Аргентиной.
В том же году Левейн был включён в состав «тартановой армии» на чемпионат мира, проходивший в Италии. На этом турнире Крейг сыграл один матч, проведя полную игру против Швеции.
24 марта 1993 года Левейн в свой первый и, как оказалось впоследствии, единственный раз вывел шотландцев на международный матч с капитанской повязкой. В тот день соперниками «горцев» были немцы.
Всего за национальную команду Шотландии Крейг провёл 16 матчей.

#### Матчи и голы за сборную Шотландии
| №  | Дата            | Место                                     | Оппонент          | Счёт | Голы Левейна | Соревнование                                                    |
| 1  | 28 марта 1990   | «Хэмпден Парк», Глазго, Шотландия         | Аргентина         | 1:0  | —            | Товарищеский матч                                               |
| 2  | 25 апреля 1990  | «Хэмпден Парк», Глазго, Шотландия         | ГДР               | 0:1  | —            | Товарищеский матч                                               |
| 3  | 16 мая 1990     | «Питтодри», Абердин, Шотландия            | Египет            | 1:3  | —            | Товарищеский матч                                               |
| 4  | 19 мая 1990     | «Хэмпден Парк», Глазго, Шотландия         | Польша            | 1:1  | —            | Товарищеский матч                                               |
| 5  | 28 мая 1990     | Национальный стадион, Та'Кали, Мальта     | Мальта            | 2:1  | —            | Товарищеский матч                                               |
| 6  | 16 июня 1990    | «Луиджи Феррарис», Генуя, Италия          | Швеция            | 2:1  | —            | Чемпионат мира по футболу 1990 (финальные игры, групповой этап) |
| 7  | 16 октября 1991 | «Стяуа», Бухарест, Румыния                | Румыния           | 0:1  | —            | Отборочный матч чемпионата Европы по футболу 1992               |
| 8  | 13 ноября 1991  | «Хэмпден Парк», Глазго, Шотландия         | Сан-Марино        | 4:0  | —            | Отборочный матч чемпионата Европы по футболу 1992               |
| 9  | 14 октября 1992 | «Айброкс», Глазго, Шотландия              | Португалия        | 0:0  | —            | Отборочный матч чемпионата мира по футболу 1994                 |
| 10 | 24 марта 1993   | «Айброкс», Глазго, Шотландия              | Германия          | 0:1  | —            | Товарищеский матч                                               |
| 11 | 28 апреля 1993  | «Да Луж», Лиссабон, Португалия            | Португалия        | 0:5  | —            | Отборочный матч чемпионата мира по футболу 1994                 |
| 12 | 8 сентября 1993 | «Питтодри», Абердин, Шотландия            | Швейцария         | 1:1  | —            | Отборочный матч чемпионата мира по футболу 1994                 |
| 13 | 23 марта 1994   | «Хэмпден Парк», Глазго, Шотландия         | Нидерланды        | 0:1  | —            | Товарищеский матч                                               |
| 14 | 7 сентября 1994 | Олимпийский стадион, Хельсинки, Финляндия | Финляндия         | 2:0  | —            | Отборочный матч чемпионата Европы по футболу 1996               |
| 15 | 12 октября 1994 | «Хэмпден Парк», Глазго, Шотландия         | Фарерские острова | 5:1  | —            | Отборочный матч чемпионата Европы по футболу 1996               |
| 16 | 16 ноября 1994  | «Хэмпден Парк», Глазго, Шотландия         | Россия            | 1:1  | —            | Отборочный матч чемпионата Европы по футболу 1996               |

Итого: 16 матчей / 0 голов; 6 побед, 4 ничьих, 6 поражений.

#### Сводная статистика игр/голов за сборную
| Сборная          | Год              | Отборочные матчи ЧМ | Отборочные матчи ЧМ | Финальные матчи ЧМ | Финальные матчи ЧМ | Отборочные матчи ЧЕ | Отборочные матчи ЧЕ | Финальные матчи ЧЕ | Финальные матчи ЧЕ | Товарищеские матчи | Товарищеские матчи | Итого | Итого |
| Сборная          | Год              | Игры                | Голы                | Игры               | Голы               | Игры                | Голы                | Игры               | Голы               | Игры               | Голы               | Игры  | Голы  |
| ---------------- | ---------------- | ------------------- | ------------------- | ------------------ | ------------------ | ------------------- | ------------------- | ------------------ | ------------------ | ------------------ | ------------------ | ----- | ----- |
| Шотландия        | 1990             | —                   | —                   | 1                  | 0                  | —                   | —                   | —                  | —                  | 5                  | 0                  | 6     | 0     |
| Шотландия        | 1991             | —                   | —                   | —                  | —                  | 2                   | 0                   | —                  | —                  | —                  | —                  | 2     | 0     |
| Шотландия        | 1992             | 1                   | 0                   | —                  | —                  | —                   | —                   | —                  | —                  | —                  | —                  | 1     | 0     |
| Шотландия        | 1993             | 2                   | 0                   | —                  | —                  | —                   | —                   | —                  | —                  | 1                  | 0                  | 3     | 0     |
| Шотландия        | 1994             | —                   | —                   | —                  | —                  | 3                   | 0                   | —                  | —                  | 1                  | 0                  | 4     | 0     |
| Всего за карьеру | Всего за карьеру | 3                   | 0                   | 1                  | 0                  | 5                   | 0                   | 0                  | 0                  | 7                  | 0                  | 16    | 0     |

### Достижения в качестве игрока

#### Командные достижения
«Харт оф Мидлотиан»
- Финалист Кубка Шотландии: 1985/86

#### Личные достижения
- Молодой игрок года по версии футболистов Профессиональной футбольной ассоциации Шотландии (2): 1985, 1986

## Тренерская карьера

### «Кауденбит»
После того как Левейн закончил карьеру игрока, ему были предложены посты главного тренера в «Харт оф Мидлотиан» и «Ливингстоне». Крейг отказался от этих перспектив, заявив, что хочет немного отдохнуть от футбола.
В ноябре 1997 года Левейн возглавил клуб, где начинал как игрок, — «Кауденбит». С «шахтёрами» Крейг не добился успехов — команда влачила бедственное положение в низах таблицы Второго шотландского дивизиона. 1 декабря 2000 года Левейн объявил о том, что он покидает пост наставника «Кауденбита» и принимает предложение «Харт оф Мидлотиан», который смог с ним договориться о работе на сходной позиции в эдинбургском клубе.

### «Харт оф Мидлотиан» и «Лестер Сити»
С «сердцами» Крейг оказался более успешен — в сезоне 2002/03 он привёл «Хартс» к бронзовым медалям чемпионата Шотландии, что позволило эдинбургцам в следующем футбольном году принять участие в еврокубках.
Эти успехи привлекли внимание английского клуба «Лестер Сити», с которым 30 октября 2004 года Левейн и подписал контракт главного тренера сроком на два с половиной года. Однако в ходе провального сезона 2005/06, когда «лисы» практически весь футбольный год провели на дне таблицы Чемпионшипа, Крейг 25 января 2006 года был уволен со своего поста.

### «Рэйт Роверс»
5 сентября того же года Левейн был назначен главным тренером шотландского «Рэйт Роверс». В клубе понимали, что специалист такого уровня вряд ли надолго задержится в клубе такого калибра, поэтому сделка между «бродягами» и Крейгом была заключена на условиях немедленного ухода тренера со своего поста в случае, если ему поступит предложение от большого коллектива. Под руководством Левейна «Роверс» провели всего 7 матчей, после чего специалист ушёл из команды, приняв приглашение «Данди Юнайтед».

### «Данди Юнайтед»
Официальное представление Крейга в качестве главного тренера команды состоялось 30 октября 2006 года. Будучи наставником «Юнайтед», Левейн четыре раза признавался «Тренером месяца шотландской Премьер-лиги». В сезоне 2007/08 под руководством Крейга команда достигла финала Кубка лиги, где однако проиграла в серии послематчевых пенальти глазговскому клубу «Рейнджерс».
21 января 2008 года Левейн был назначен на должность спортивного директора «Данди Юнайтед» с сохранением поста главного тренера.

### Сборная Шотландии
23 декабря 2009 года Крейг покинул дандийский клуб, приняв предложение Шотландской футбольной ассоциации возглавить национальную команду страны. Контракт со специалистом был подписан сроком на пять с половиной лет.
3 марта 2010 года состоялся дебют Левейна на посту наставника «горцев» — в товарищеском матче с Чехией «тартановая армия» победила с минимальным счётом 1:0 благодаря голу игрока «Селтика» Скотта Брауна. Тем не менее вторая игра шотландцев, коей стал выставочный поединок против Швеции, состоявшийся 12 августа того же года, стала не столь успешной — британцы уступили 0:3. Далее последовали две игры в рамках отборочного турнира к чемпионату Европы 2012 — разочаровывающая безголевая ничья с Литвой и вымученная победа над Лихтенштейном, которой «горцы» добились благодаря голу Стивена Макмануса на 7-й добавленной минуте поединка. Следующим соперником «тартановой армии» была Чехия. Левейн принял достаточно спорные решения, оставив в запасе лучшего на тот момент бомбардира шотландской Премьер-лиги Кенни Миллера и фактически выбрав схему без нападающих — 4-6-0. В итоге, нанеся по воротам соперника всего один удар за матч, «горцы» закономерно проиграли 0:1. Выбранная Крейгом тактика вызвала недоумение и удивление не только у футбольной общественности Шотландии, но и у представителей чешской национальной команды. Левейн сделал выводы из своих ошибок и уже в следующей игре, коей был поединок с действующими чемпионами мира испанцами, выставил всех сильнейших футболистов страны. До последней десятиминутки матча шотландцы играли с «красной фурией» на равных, сохраняя счёт 2:2, но пропустили мяч на 79-й минуте встречи. Итоговый счёт — 3:2 в пользу испанцев. 16 ноября «тартановая армия» встречалась в товарищеском матче с командой Фарерских островов. Левейн в этом поединке решил проверить ближайший резерв сборной, призвав под знамёна сразу девять игроков, не имевших опыт выступления за национальную команду. Шотландцы выиграли этот матч со счётом 3:0 благодаря голам Дэнни Уилсона, Джейми Маки и автоголу футболиста команды с Фарерских островов. Из девяти новобранцев сборной Шотландии в матче приняли участие семь игроков.

### Тренерская статистика
| Клуб              | Начало работы   | Завершение работы | Показатели | Показатели | Показатели | Показатели | Показатели | Показатели | Показатели |
| Клуб              | Начало работы   | Завершение работы | И          | В          | Н          | П          | % побед*   |            |            |
| ----------------- | --------------- | ----------------- | ---------- | ---------- | ---------- | ---------- | ---------- | ---------- | ---------- |
| Кауденбит         | 17 ноября 1997  | 1 декабря 2000    | 127        | 46         | 26         | 55         | 36,22      |            |            |
| Харт оф Мидлотиан | 1 декабря 2000  | 29 октября 2004   | 170        | 74         | 41         | 55         | 43,53      |            |            |
| Лестер Сити       | 30 октября 2004 | 25 января 2006    | 72         | 20         | 26         | 26         | 27,78      |            |            |
| Рэйт Роверс       | 5 сентября 2006 | 30 октября 2006   | 7          | 1          | 3          | 3          | 14,28      |            |            |
| Данди Юнайтед     | 30 октября 2006 | 23 декабря 2009   | 137        | 55         | 40         | 42         | 40,15      |            |            |
| Шотландия         | 23 декабря 2009 | 5 ноября 2012     | 24         | 10         | 5          | 9          | 41,67      |            |            |
| Итого             | Итого           | Итого             | Итого      | 537        | 206        | 186        | 145        | 38,36      |            |

И — игры, В — выигрыши, Н — ничьи, П — поражения, % побед — процент побед 
(данные откорректированы по состоянию на 16 октября 2012)

### Достижения в качестве тренера

#### Командные достижения
«Харт оф Мидлотиан»
- Финалист Кубка шотландской лиги: 2007/08

#### Личные достижения
- Тренер месяца шотландской Премьер-лиги (6): декабрь 2001, апрель 2003, ноябрь 2006, март 2007, октябрь 2007, ноябрь 2009